# Twierdzenie Wantzela
Twierdzenie Wantzela – twierdzenie geometryczne, które w wielu przypadkach pozwala na rozstrzygnięcie niewykonalności pewnych konstrukcji klasycznych (tj. osiągalnych za pomocą wyimaginowanych cyrkla i liniału); w szczególności dotyczy to starożytnych problemów podwojenia sześcianu i trysekcji kąta. Ponadto możliwe jest udowodnienie za jego pomocą twierdzenia Gaussa-Wantzela, które określa warunki konstruowalności wielokąta foremnego.

## Twierdzenie
Jeżeli dana liczba rzeczywista (lub zespolona) jest konstruowalna przy pomocy cyrkla i liniału, to jest ona pierwiastkiem pewnego wielomianu nierozkładalnego o współczynnikach wymiernych, którego stopień jest potęgą naturalną liczby 2.